# Aleochara suffusa
Aleochara suffusa är en skalbaggsart som först beskrevs av Thomas Casey 1906.  I den svenska databasen Dyntaxa används istället namnet Aleochara brundini. Aleochara suffusa ingår i släktet Aleochara och familjen kortvingar. Arten är reproducerande i Sverige. Inga underarter finns listade i Catalogue of Life.